# Seznam tramvajových obratišť ve Štětíně
Seznam tramvajových obratišť ve Štětíně obsahuje používaná i nevyužívaná štětínská obratiště.

## Smyčky podle data zřízení

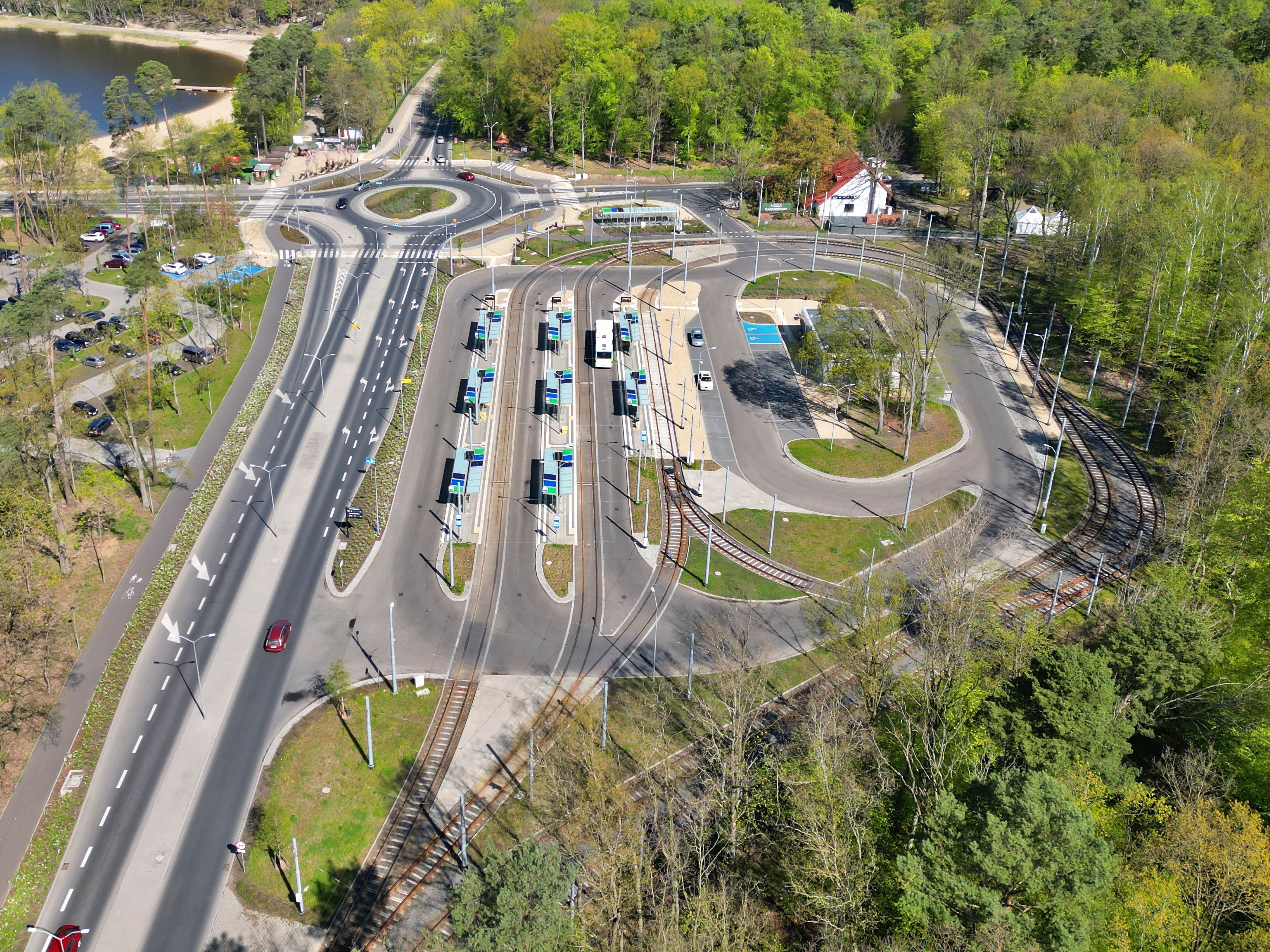
Tramvajová smyčka Głębokie

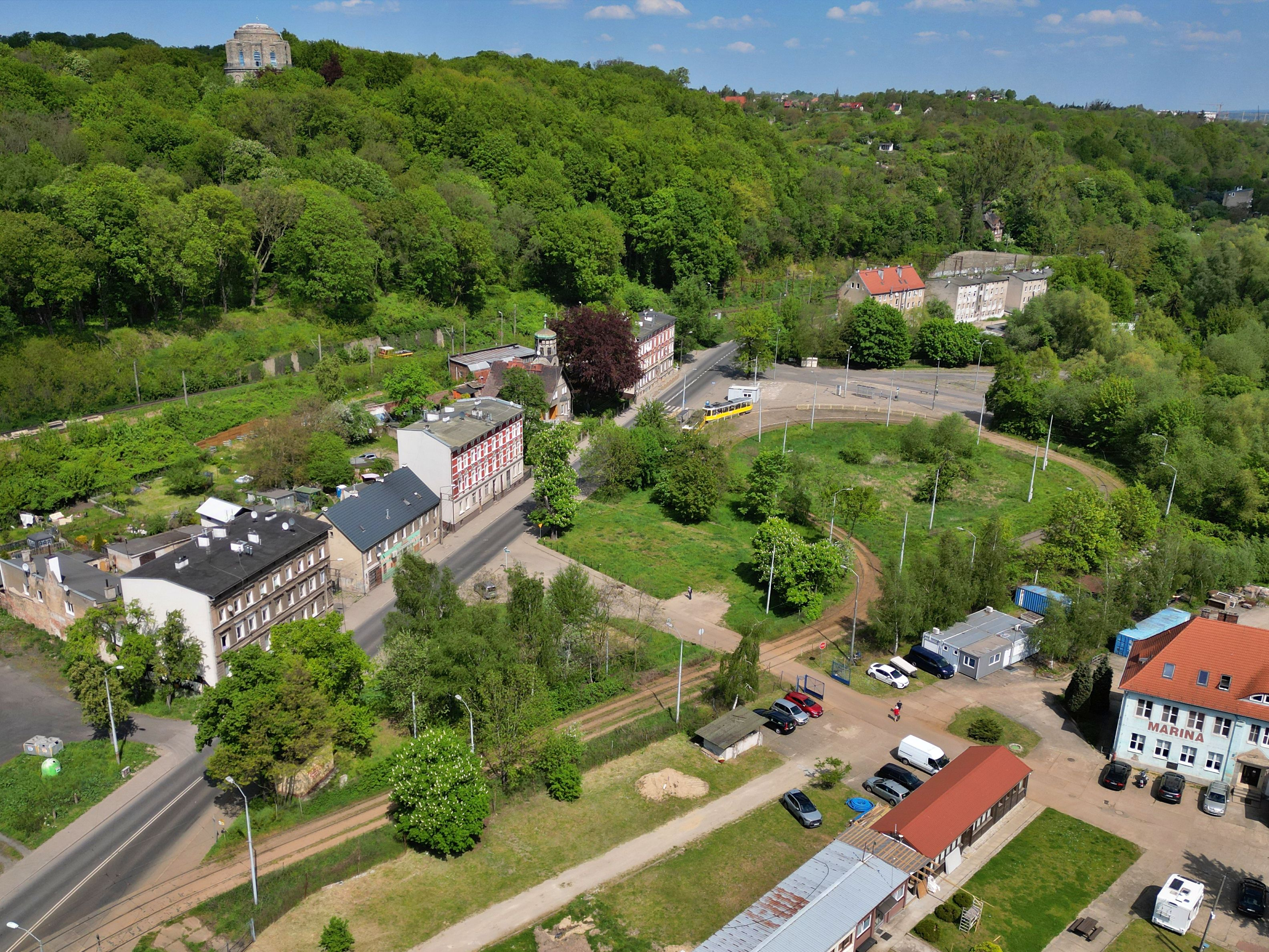
Tramvajová smyčka Gocław

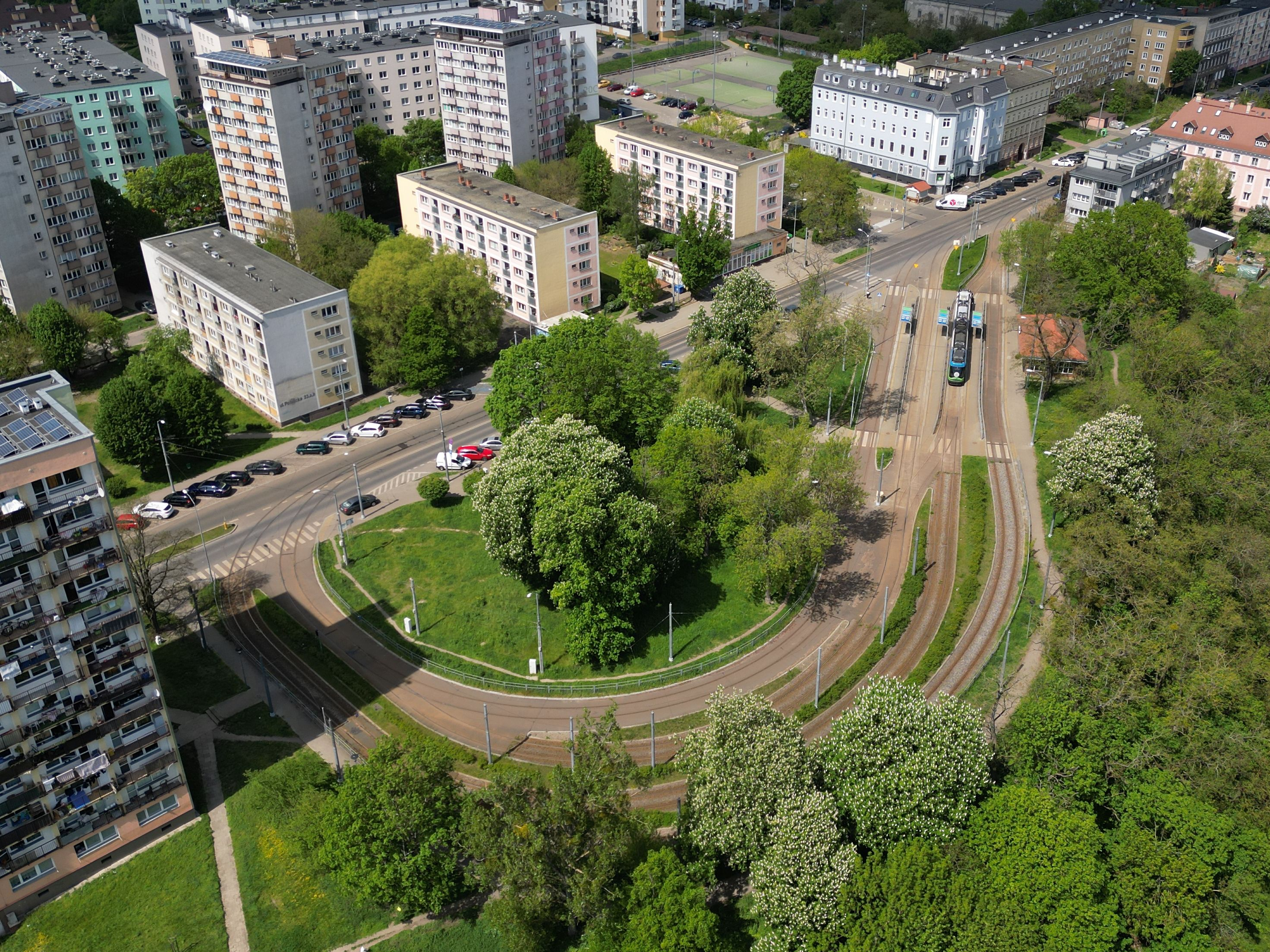
Tramvajová smyčka Potulicka

Řazeno podle data zřízení smyčky. Byla-li smyčka rekonstruována, avšak zůstala v původním umístění, je řazena pod datem zřízení původní smyčky.
- Bloková tramvajová smyčka Dworzec Niebuszewo (od roku 1927, původní název Bahnhof Zabelsdorf, první stálá smyčka ve Štětíně, tramvajová trať Rondo Giedroycia – Dworzec Niebuszewo)
- Bloková tramvajová smyčka Stocznia Szczecińska (od roku 1944, původní název Stocznia Warskiego, tramvajová trať Roosevelta–Gocław)
- Bloková tramvajová smyčka Dworcowa (od roku 1948, v současnosti je smyčka bez pravidelného provozu)
- Tramvajová smyčka Basen Górniczy (od roku 1948) původní název Basen Kaszubski, v současnosti je smyčka bez pravidelného provozu, tramvajová trať Wyszyńskiego–Lotnisko)
- Tramvajová smyčka Krzekowo (od roku 1954), tramvajová trať Piastów–Krzekowo)
- Tramvajová smyčka Głębokie (od roku 1955), tramvajová trať Skargi–Głębokie)
- Bloková tramvajová smyčka Gumieńce (od 31. 12. 1955), tramvajová trať Plac Zwycięstwa – Gumieńce)
- Tramvajová smyčka Las Arkoński (od 1. 08. 1959), tramvajová trať Rondo Giedroycia – Osiedle Zawadzkiego)
- Tramvajová smyčka Pomorzany (od 23. 12. 1961), tramvajová trať Firlika–Pomorzany)
- Tramvajová smyčka Ludowa (od roku 1965), původní název Stocznia Remontowa, tramvajová trať Roosevelta–Gocław)
- Tramvajová smyčka Potulicka (od 14. 06. 1969), tramvajová trať Brama Portowa – Potulicka)
- Tramvajová smyčka Gocław (od 12. 03. 1975), tramvajová trať Firlika–Gocław)
- Tramvajová smyčka Turkusowa (od 29. 08. 2015, Štětínská rychlodrážní tramvaj)
- Tramvajová smyčka Osiedle Zawadzkiego (od 18. 12. 2021), původní název Szafera[2], tramvajová trať Rondo Giedroycia – Osiedle Zawadzkiego)

## Jiné kolejové konstrukce
Jiné kolejové konstrukce určené k obracení či odstavování tramvají, zakončení tratě atd.

### Existující
- Vratný trojúhelník Zajezdnia Golęcin
- Vratný trojúhelník Klonowica
- K otáčení vlaků lze použít také objízdné koleje vozoven